# Раман, Лина
Лина Раман (нем. Lina Ramann; 24 июля 1833, Майнстокхайм — 30 марта 1912, Мюнхен) — немецкий музыкальный педагог и музыкальный критик, известная прежде всего своей трёхтомной биографией Ференца Листа.

## Биография
Дочь виноторговца. Училась музыке у жены музыковеда Франца Бренделя, однако в значительной степени осталась самоучкой. В середине 1850-х годах отправилась на заработки в США, частным образом преподавая музыку, однако по состоянию здоровья была вынуждена вернуться в Германию. В 1858 году открыла в Глюкштадте музыкальную школу для девочек, которая оказалась довольно успешной. В 1866 году вместе со своей компаньонкой Идой Фолькман открыла музыкальную школу в Нюрнберге, уже для воспитанников обоего пола, и руководила ею до 1890 года, когда передала управление школой Августу Гёллериху и перебралась в Мюнхен. Из учеников школы наибольшую известность приобрёл Бертольд Келлерман.
Раман начала свою критическую карьеру восторженным отзывом о пианистическом мастерстве Ференца Листа в 1860 году и на протяжении нескольких десятилетий занималась изучением его жизни и творчества. С одобрения Листа и под его наблюдением она принялась за его подробную биографию, которая в итоге была опубликована в трёх томах в 1880—1894 годах под названием «Франц Лист как художник и человек» (нем. Franz Liszt als Künstler und Mensch); несмотря на одобрение главного героя, книга Раман, как считается, содержит много неточностей. Кроме того, Раман подготовила публикацию избранных писем Листа (1880—1883) и напечатала ряд статей о его отдельных произведениях. Среди других трудов Раман — монография «Бах и Гендель» (1867).